# ジェイミー・ハバード
ジェイミー・ハバード（Jamie Hubbard、1971年3月26日-）は、宮崎県のローカルタレント、英会話教室講師である。テレビ等では、「ジェイミー」と名前だけで呼ばれる。
オーストラリア・ブリスベン出身、星座はおひつじ座で血液型はB型 身長は191cm　

## 経歴・人物
- 三股町の国際交流員として活躍したが、その時に三股町での取材で出演したのを機に『UMKスーパーサタデーJAGA2天国』にレギュラーとして出演する。現在番組は、卒業している。
- 「JAGA天」出演後より宮崎市に「J-kaiwa」と言う英会話教室を開き、講師を務める傍らテレビ番組やラジオ番組、イベントMCやCMに出演する。
- 妻のハバード美帆[3]は宮崎の人で、自宅で料理店とタイ古式マッサージ店を営んでいる。
- 2008年8月8日の午前中、自宅に雷が落ち、半焼する火事に見舞われた。
- 2008年10月からＵＭＫ情報ＮＥＴ３きゅうという番組の司会者
- ゴールデン・レトリーバー好きで、チャイと言う名のゴールデン・レトリーバーを飼っている。
- 宮崎をこよなく愛する人である。
- ジャスミンと言う名前の娘がいて、2013年にJA宮崎経済連の牛乳の日をPRするCMに親子で出演、現在はホンダカーズ宮崎のCMで共演。現在は二児の父親
- 2014年ルーシーという女の子誕生
- 流木愛好家である[4]。
- ニトリの大ファンで、よく買い物をする[5]。

## 出演番組

### 現在
テレビ
- UMK情報net3きゅう（テレビ宮崎）
- 火曜ゴールデン よかばん!!（テレビ宮崎）

ラジオ
- 〜Good Morning Miyazaki〜JOYFM HYBRID MORNING（JOY FM）
  - 10時台のコーナーに出演していたが、2020年3月で卒業した。

### 過去
- UMKスーパーサタデーJAGA2天国（テレビ宮崎）
- よかとこ発見!蛙亭イワクラ使節団〜伊藤と肥満とサイダーと〜（テレビ宮崎）（テレビ宮崎）
- Jamie's News Show（テレビ宮崎）
  - スペシャルプログラムと称して放送終了間際に一度放送された上述の「JAGAJAGA天国」に自ら持ち込んだ日本語でキャスターを務めたいと言う企画で自らキャスターを務める他、取材も行っている。内容は、ジェイミーが凄いと思った宮崎人を紹介する物であった。

### CM
いずれも宮崎ローカル
現在
- 都城車検のコバック
- ながの家具

過去
- ザ・ガーデン（エクステリア専門店）
- ゆめソーラー宮崎店
- ホンダカーズ宮崎（娘のジャスミンと共演）
- JA宮崎経済連 牛乳の日PR「飲んどこ牛乳」（娘のジャスミンと共演）
- みしん市場（UMK版においてナレーションとサウンドロゴ歌唱）